# Хайме Морено
Хайме Морено (ісп. Jaime Moreno, нар. 19 січня 1974, Санта-Крус-де-ла-Сьєрра) — болівійський футболіст, що грав на позиції нападника. По завершенні ігрової кар'єри — тренер.
Виступав, зокрема, за клуби «Мідлсбро», «Ді Сі Юнайтед» та «Ді Сі Юнайтед», а також національну збірну Болівії.
Володар Кубка чемпіонів КОНКАКАФ.

## Клубна кар'єра
Народився 19 січня 1974 року в місті Санта-Крус-де-ла-Сьєрра. Вихованець футбольної школи клубу Academia Tahuichi.
У дорослому футболі дебютував 1991 року виступами за команду «Блумінг», у якій провів два сезони, взявши участь у 74 матчах чемпіонату. 
Протягом 1993—1994 років захищав кольори клубу «Санта-Фе».
Своєю грою за останню команду привернув увагу представників тренерського штабу клубу «Мідлсбро», до складу якого приєднався 1994 року. Відіграв за клуб з Мідлсбро наступні два сезони своєї ігрової кар'єри.
У 1996 році уклав контракт з клубом «Ді Сі Юнайтед», у складі якого провів наступні шість років своєї кар'єри гравця. Більшість часу, проведеного у складі «Ді Сі Юнайтед», був основним гравцем атакувальної ланки команди. У складі «Ді Сі Юнайтед» був одним з головних бомбардирів команди, маючи середню результативність на рівні 0,46 гола за гру першості.
Протягом 2002—2003 років захищав кольори клубу «Нью-Йорк Метростарс».
У 2004 році повернувся до клубу «Ді Сі Юнайтед», за який відіграв 6 сезонів. Граючи у складі «Ді Сі Юнайтед», також здебільшого виходив на поле в основному складі команди. В новому клубі був серед найкращих голеодорів, відзначаючись забитим голом в середньому щонайменше у кожній третій грі чемпіонату. Завершив професійну кар'єру футболіста виступами за команду «Ді Сі Юнайтед» у 2010 році.

## Виступи за збірну
У 1994 році дебютував в офіційних матчах у складі національної збірної Болівії.
У складі збірної був учасником розіграшу Кубка Америки 1991 року у Чилі, розіграшу Кубка Америки 1993 року в Еквадорі, чемпіонату світу 1994 року у США, розіграшу Кубка Америки 1997 року у Болівії, де разом з командою здобув «срібло», розіграшу Кубка конфедерацій 1999 року у Мексиці, розіграшу Кубка Америки 1999 року у Парагваї, розіграшу Кубка Америки 2007 року у Венесуелі.
Загалом протягом кар'єри в національній команді, яка тривала 15 років, провів у її формі 75 матчів, забивши 9 голів.

## Кар'єра тренера
Розпочав тренерську кар'єру невдовзі по завершенні кар'єри гравця, 2011 року як тренер молодіжної команди клубу «Ді Сі Юнайтед». Наразі досвід тренерської роботи обмежується цим клубом.

## Статистика виступів

### Статистика клубних виступів
| Сезон                     | Команда                   | Чемпіонат                 | Чемпіонат | Чемпіонат | Національний кубок | Національний кубок | Національний кубок | Континентальні кубки | Континентальні кубки | Континентальні кубки | Інші змагання | Інші змагання | Інші змагання | Усього | Усього |
| Сезон                     | Команда                   | Ліга                      | Ігор      | Голів     | Ліга               | Ігор               | Голів              | Ліга                 | Ігор                 | Голів                | Ліга          | Ігор          | Голів         | Ігор   | Голів  |
| ------------------------- | ------------------------- | ------------------------- | --------- | --------- | ------------------ | ------------------ | ------------------ | -------------------- | -------------------- | -------------------- | ------------- | ------------- | ------------- | ------ | ------ |
| 1994–95                   | «Мідлсбро»                | 1Д                        | 14        | 1         | КА+КЛ              | -                  | -                  | -                    | -                    | -                    | -             | -             | -             | 14     | 1      |
| 1995-січ. 1996            | «Мідлсбро»                | ПЛ                        | 7         | 0         | КА+КЛ              | 0+0                | 0                  | -                    | -                    | -                    | -             | -             | -             | 7      | 0      |
| 1996                      | «Ді Сі Юнайтед»           | MLS                       | 9+4       | 3+1       | USOC               | 0                  | 0                  | -                    | -                    | -                    | -             | -             | -             | 13     | 4      |
| 1997                      | «Ді Сі Юнайтед»           | MLS                       | 20+5      | 16+3      | USOC               | 0                  | 0                  | -                    | -                    | -                    | -             | -             | -             | 25     | 19     |
| груд. 1997-лют. 1998      | «Мідлсбро»                | 1Д                        | 5         | 1         | КА+КЛ              | 2+0                | 0                  | -                    | -                    | -                    | -             | -             | -             | 7      | 1      |
| Усього за «Мідлсбро»      | Усього за «Мідлсбро»      | Усього за «Мідлсбро»      | 26        | 2         |                    | 2                  | 0                  |                      | -                    | -                    |               | -             | -             | 28     | 2      |
| 1998                      | «Ді Сі Юнайтед»           | MLS                       | 31+6      | 16+1      | USOC               | 0                  | 0                  | -                    | -                    | -                    | -             | -             | -             | 37     | 17     |
| 1999                      | «Ді Сі Юнайтед»           | MLS                       | 25+6      | 10+5      | USOC               | 0                  | 0                  | -                    | -                    | -                    | -             | -             | -             | 31     | 15     |
| 2000                      | «Ді Сі Юнайтед»           | MLS                       | 25        | 12        | USOC               | 0                  | 0                  | -                    | -                    | -                    | -             | -             | -             | 25     | 12     |
| 2001                      | «Ді Сі Юнайтед»           | MLS                       | 24        | 9         | USOC               | 0                  | 0                  |                      | -                    | -                    |               | -             | -             | 24     | 9      |
| 2002                      | «Ді Сі Юнайтед»           | MLS                       | 16        | 3         | USOC               | 0                  | 0                  | -                    | -                    | -                    |               | -             | -             | 16     | 3      |
| 2003                      | N.Y. MetroStars           | MLS                       | 11        | 2         | USOC               | 0                  | 0                  | -                    | -                    | -                    | -             | -             | -             | 11     | 2      |
| 2004                      | «Ді Сі Юнайтед»           | MLS                       | 27+4      | 7+2       | USOC               | -                  | -                  | -                    | -                    | -                    | -             | -             | -             | 31     | 9      |
| 2005                      | «Ді Сі Юнайтед»           | MLS                       | 29+2      | 16+0      | USOC               | 1                  | 0                  | ЛЧ                   | 4                    | 1                    | -             | -             | -             | 36     | 17     |
| 2006                      | «Ді Сі Юнайтед»           | MLS                       | 32+3      | 11+0      | USOC               | 2                  | 1                  | -                    | -                    | -                    | -             | -             | -             | 37     | 12     |
| 2007                      | «Ді Сі Юнайтед»           | MLS                       | 21+2      | 7+0       | USOC               | 0                  | 0                  | ЛЧ                   | 4                    | 1                    | -             | -             | -             | 27     | 8      |
| 2008                      | «Ді Сі Юнайтед»           | MLS                       | 25        | 10        | USOC               | 3                  | 0                  | ЛЧ                   | 2                    | 0                    | -             | -             | -             | 30     | 10     |
| 2009                      | «Ді Сі Юнайтед»           | MLS                       | 24        | 9         | USOC               | 3                  | 1                  | ЛЧ                   | 5                    | 2                    | -             | -             | -             | 32     | 12     |
| 2010                      | «Ді Сі Юнайтед»           | MLS                       | 21        | 2         | USOC               | 3                  | 1                  | -                    | -                    | -                    | -             | -             | -             | 24     | 3      |
| Усього за «Ді Сі Юнайтед» | Усього за «Ді Сі Юнайтед» | Усього за «Ді Сі Юнайтед» | 329+32    | 131+12    |                    | 12                 | 3                  |                      | 15                   | 4                    |               | -             | -             | 388    | 150    |
| Усього за кар'єру         | Усього за кар'єру         | Усього за кар'єру         | 398       | 147       |                    | 14                 | 3                  |                      | 15                   | 4                    |               | -             | -             | 427    | 154    |

## Титули і досягнення

### Командні
- Володар Кубка чемпіонів КОНКАКАФ (1):

«Ді Сі Юнайтед»: 1998
- Срібний призер Кубка Америки: 1997

### Особисті
- MLS Best XI: 1997, 1999, 2004, 2005, 2006